# Yamabushi
Con il termine yamabushi (山伏, 山臥? letteralmente: "colui che si trova/si nasconde tra le montagne") si indicano monaci asceti giapponesi che vivevano come eremiti tra le montagne e che un'antica tradizione considerava guerrieri invincibili, addirittura dotati di poteri soprannaturali. Essi seguivano principalmente la dottrina Shugendō, una combinazione di elementi buddisti e shintoisti. Per lo più solitari, formavano confederazioni sparse, talvolta associate a certi templi, e occasionalmente parteciparono anche a battaglie e scaramucce a fianco dei sōhei, dei ninja e dei samurai. Le loro origini possono essere fatte risalire agli "hijiri" solitari dell'VIII e del IX secolo.
Nell'uso giapponese moderno, il termine yamabushi si riferisce ai praticanti dello Shugendō, una religione sincretista che, come già accennato, mescola elementi buddisti (nella versione esoterica della setta Shingon) e shintoisti, ponendo grande enfasi sull'ascetismo e sulle pratiche di resistenza fisica. Gli yamabushi dalle tuniche bianche, con indosso una tromba horagai (ricavata dalla conchiglia dello strombo), sono ancora una visione comune vicino al luogo santo dello Shugendō nelle Tre montagne di Dewa e tra le montagne sacre di Kumano e Omine.

## Storia

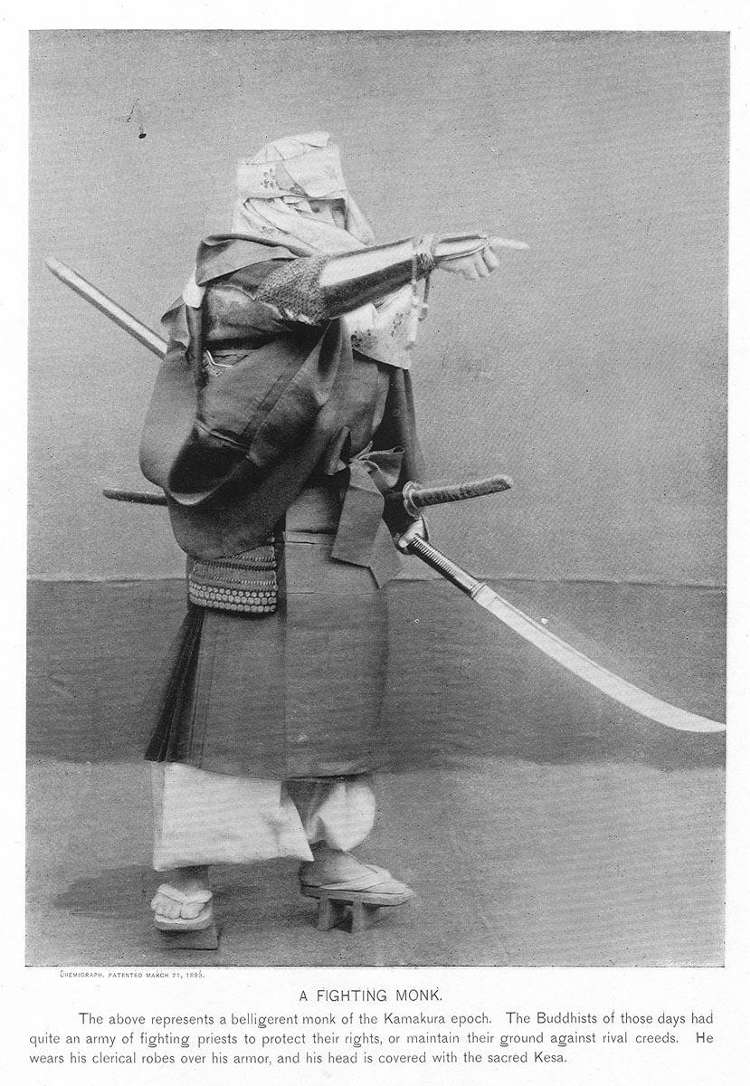
Fotografia del XIX secolo di uno yamabushi completamente vestito ed equipaggiato, armato di lancia (naginata) e spada curva (tachi).

Gli yamabushi iniziarono come yamahoshi, gruppi (o individui) isolati di eremiti, asceti e "santoni" delle montagne, che seguivano la via dello Shugendō, una ricerca di poteri spirituali, mistici o soprannaturali ottenuti mediante l'ascetismo. Non si conosce il fondatore di questa tradizione, sebbene molti miti la attribuiscano a En no Gyoja, una sorta di Mago Merlino giapponese la cui reale esistenza è però contestata. Gli uomini che seguirono questa via divennero conosciuti sotto vari nomi, compresi kenja, kenza e shugenja. Questi mistici della montagna giunsero ad essere rinomati per le loro abilità magiche e le loro conoscenze occulte, ed erano ricercati come guaritori o medium, alla stessa maniera delle miko (termine che designa propriamente donne sciamane).
La maggior parte di questi asceti, oltre alla loro devozione allo Shugendō, studiavano gli insegnamenti della setta Tendai del Buddismo, o della setta Shingon, fondata da Kōbō Daishi nell'VIII secolo. Lo Shingon fu una delle principali sette del mikkyo (密教) o Buddismo esoterico, secondo il quale l'illuminazione si trova attraverso l'isolamento, lo studio e la contemplazione di sé stessi, nonché della natura e di immagini esoteriche chiamate maṇḍala. Sia la setta Shingon che quella Tendai vedevano le montagne come il luogo ideale per questo tipo di isolamento e per la contemplazione della natura.
Nei loro ritiri di montagna, questi monaci studiavano non solo la natura e testi e immagini religiosi o spirituali, ma anche una varietà di arti marziali. È dubbio se essi sentissero la necessità di difendersi dai banditi, dagli altri monaci o dagli eserciti dei samurai, ma l'idea di studiare le arti marziali come mezzo per migliorarsi mentalmente e spiritualmente, e non soltanto fisicamente, ha sempre avuto un posto centrale nella cultura giapponese, al di là dei principi specifici di una setta religiosa o di un'altra. Così, al pari dei sōhei, gli yamabushi divennero tanto guerrieri quanto monaci.
Mentre la reputazione dei loro poteri e conoscenze mistiche cresceva, e la loro organizzazione diventava più salda, molti dei maestri delle discipline ascetiche cominciarono ad essere nominati ad alte posizioni spirituali nella gerarchia della corte. i monaci e i templi iniziarono a guadagnare influenza politica. Verso il Periodo Nanboku-cho, nel XII e XIV secolo, gli yamabushi avevano formato coorti organizzate chiamate konsha, le quali, insieme ai sōhei e ad altri monaci, cominciarono ad assumere la direzione dei templi centrali delle loro sette. Essi assistettero l'imperatore Go Daigo nel suoi tentativi di rovesciare lo shogunato Kamakura, dimostrando che le loro abilità di guerrieri erano all'altezza della sfida di combattere gli eserciti professionali dei samurai.
Parecchi secoli dopo, nel Periodo Sengoku, gli yamabushi si potevano trovare tra i consiglieri e gli eserciti di quasi tutti i più importanti contendenti per il dominio sul Giappone. Alcuni, guidati da Takeda Shingen, aiutarono Oda Nobunaga contro Uesugi Kenshin nel 1568, mentre altri, compreso l'abate Sessai Choro, consigliarono Tokugawa Ieyasu. Molti combatterono accanto ai loro compagni monaci, gli ikkō-ikki, contro Nobunaga, che alla fine li annientò e mise fine all'epoca dei monaci guerrieri.
Fin dai tempi medievali, gli yamabushi svolsero anche la funzione di sendatsu, o guide spirituali, per i pellegrini che percorrevano il Kumano Kodō verso il Kumano Sanzan, tra i quali vi erano anche imperatori a riposo e aristocratici.

## Armi, stile e addestramento
Come gli altri tipi di monaci guerrieri, gli yamabushi erano abili nell'uso di un gran numero di armi. Non deve perciò sorprendere trovare riferimenti che li mostrano mentre combattono con arco e freccia, o con spada e pugnale. Tuttavia, al pari dei sōhei e degli ikkō-ikki, l'arma di elezione per gli yamabushi era la naginata.
In aggiunta alle loro abilità spirituali o mistiche, gli yamabushi erano spesso ritenuti abili praticanti del ninjutsu, l'arte dei ninja. Si sa che i monaci della montagna ingaggiarono i ninja per combattere al loro fianco e per aiutarli in vari modi, più clandestini. E si sa anche che i ninja si travestivano spesso da monaci o asceti della montagna, in modo da passare più facilmente inosservati in certi ambienti. Molto probabilmente, questa può essere stata l'origine della confusione tra le due figure; sembra infatti improbabile che un numero elevato di yamabushi fossero stati addestrati nel ninjutsu dai clan ninja delle isole giapponesi.
In realtà, secondo talune ipotesi, lo stile di vita e l'organizzazione dei clan ninja sarebbero derivati da quelli degli yamabushi, rielaborati alla luce delle particolari concezioni del ninpo (la forma più alta del ninjutsu) e di altre influenze di tipo popolare.